# Väänikvere
Väänikvere – wieś w Estonii, w prowincji Tartu, w gminie Laeva.